# Стингечауа (комуна)
Стингечауа (рум. Stângăceaua) — комуна у повіті Мехедінць в Румунії. До складу комуни входять такі села (дані про населення за 2002 рік):
- Бирлоджень (181 особа)
- Брезнічоара (113 осіб)
- Пошта-Веке (78 осіб)
- Сату-Маре (273 особи)
- Стингечауа (500 осіб)
- Тирса (174 особи)
- Фаца-Мотрулуй (207 осіб)
- Черинганул (98 осіб)

Комуна розташована на відстані 221 км на захід від Бухареста, 51 км на схід від Дробета-Турну-Северина, 50 км на північний захід від Крайови.

## Населення
За даними перепису населення 2002 року у комуні проживали 1624 особи, усі — румуни. Усі жителі комуни рідною мовою назвали румунську.
Склад населення комуни за віросповіданням:
| Релігія        | Кількість осіб | Відсоток |
| -------------- | -------------- | -------- |
| православні    | 1619           | 99,7%    |
| римо-католики  | 3              | 0,2%     |
| греко-католики | 2              | 0,1%     |